# Научно-исследовательские институты Екатеринбурга
Екатеринбург является четвёртым по величине научным центром страны после Москвы, Санкт-Петербурга и Новосибирска. В городе расположен президиум и значительное число институтов Уральского отделения Российской академии наук (УрО РАН).
Всего в Екатеринбурге насчитывается 45 научно-исследовательских институтов и около 100 проектных и конструкторских организаций.

## Уральское отделение РАН

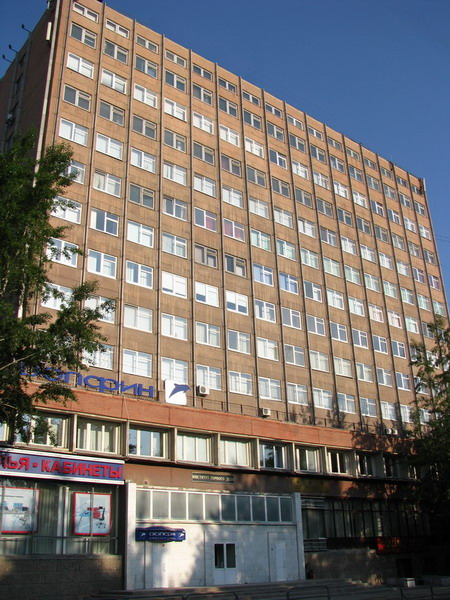
Институт горного дела УрО РАН

Научно-исследовательские институты Уральского отделения Российской академии наук (УРО РАН):
- Институт высокотемпературной электрохимии УрО РАН
- Институт геологии и геохимии имени академика А.Н.Заварицкого УрО РАН
- Институт геофизики УрО РАН
- Институт горного дела УрО РАН
- Институт иммунологии и физиологии УрО РАН
- Институт истории и археологии УрО РАН
- Институт математики и механики УрО РАН
- Институт машиноведения УрО РАН
- Институт металлургии УрО РАН
- Институт органического синтеза имени И.Я. Постовского УрО РАН
- Институт промышленной экологии УрО РАН
- Институт теплофизики УрО РАН
- Институт физики металлов УрО РАН
- Институт философии и права УрО РАН
- Институт химии твёрдого тела УрО РАН
- Институт экологии растений и животных УрО РАН
- Институт экономики УрО РАН
- Институт электрофизики УрО РАН
- Ботанический сад УрО РАН
- Центральная научная библиотека УрО РАН
- Уральский научно-исследователльский институт метрологии (УНИИМ)

## Другие научные организации

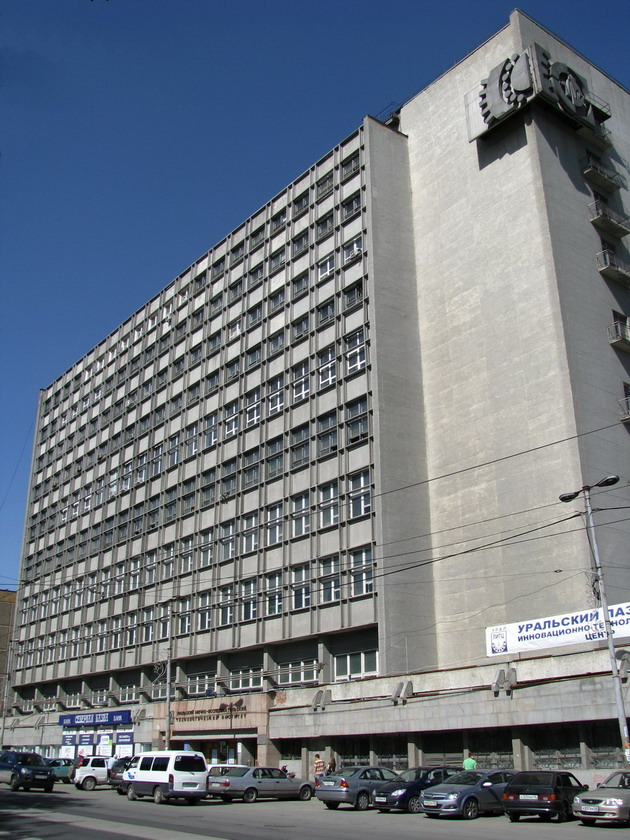
Уральский научно-исследовательский технологический институт

Наиболее известные научно-исследовательские институты:
- Всероссийский научно-исследовательский институт металлургической теплотехники (ВНИИМТ)
- Восточный научно-исследовательский углехимический институт (ВУХИН)
- Уральский научно-исследовательский технологический институт (УралНИТИ)
- Екатеринбургский НИИ вирусных инфекций
- Инженерный центр энергетики Урала — УРАЛВНИПИЭНЕРГОПРОМ, Уралсельэнергопроект, УралТЭП, УралОРГРЭС, УралВТИ, Уралэнергосетьпроект, Челябэнергосетьпроект
- Институт частного права
- Институт энергосбережения (ИНЭС)
- Уральский научно-исследовательский институт охраны материнства и младенчества (НИИ ОММ)
- НИИ охраны труда
- Проектно-изыскательный институт ГЕО
- Российский дорожный научно-исследовательский институт, Уральский филиал (РосДорНИИ)
- Российский НИИ комплексного использования и охраны водных ресурсов (РосНИИВХ)
- Свердловский НИИ химического машиностроения
- Уральская научно-исследовательская фирма Техна
- Уральский научно-исследовательский институт метрологии (УНИИМ)
- Уральский научно-исследовательский институт травматологии и ортопедии имени В.Д.Чаклина (УНИИТО)
- Уральский научно-исследовательский институт фтизиопульмонологии (УНИИФ)
- Научно-исследовательский центр ТехноРиР (ТехноРиР)
- Уральский научно-исследовательский химический институт с опытным заводом (УНИХИМ с ОЗ)
- Уралмеханобр
- Уральский научно-исследовательский институт архитектуры и строительства (УралНИИАС)
- УралНИИпроект РААСН (РААСН)
- Уральский институт металлов
- Уральский НИИ водных биоресурсов и аквакультуры
- Уральский НИИ технологии медицинских препаратов
- Уралэлектротяжмаш
- Уральский научно-исследовательский ветеринарный институт (УрНИВИ)
- Уральский научно-исследовательский институт дерматовенерологии и иммунопаталогии (УрНИИДВиИ)
- Центральный НИИ металлургии и материалов
- ПКБ Энергоцветмет
- НИИ Энергоцветмет

В 2007 году на базе Уральского государственного университета имени Горького открылся центр современных нанотехнологий, который уже представил ряд своих разработок на выставках регионального и общероссийского уровня и получил в марте 2009 года аттестат компетентности государственной корпорации Роснано.
Некоммерческий негосударственный научный сектор Екатеринбурга представлен существующим с 1991 года Демидовским институтом, которые занимается исследованиями преимущественно по истории Урала.

## Мероприятия
В Екатеринбурге проводится Урало-Сибирская научно-промышленная выставка, которая была впервые проведена в 1887 году и возрождена в 2000-х.
Ежегодно Уральское отделение РАН вручает медали имени выдающихся учёных Урала:
- Золотая медаль имени академика С. В. Вонсовского — за вклад в развитие физики
- Премия имени академика Н. А. Семихатова — за работы в области механики и техники
- Премия имени академика А. Н. Барабошкина — за работы в области химии
- Премия имени академика Н. В. Тимофеева-Ресовского — за работы в области биологии
- Премия имени академика В. В. Парина — за работы в области медицины — и другие награды.

Также в Екатеринбурге ежегодно проходит церемония вручения Демидовской премии, сопровождаемая т. н. «Демидовскими чтениями» — лекциями лауреатов и конференциями по различным отраслям науки.
Также здесь проводится Открытый фестиваль документального кино «Россия»